# Sangineto
Sangineto község (comune) Olaszország Calabria régiójában, Cosenza megyében.

## Fekvése
A megye nyugati részén fekszik, a Tirrén-tenger partján. Határai: Belvedere Marittimo, Bonifati és Sant’Agata di Esaro.

## Története
Az ókori, enotrik által alapított Thiela helyén épült fel. A mai település története a 11. századra vezethető vissza.

## Népessége
A népesség számának alakulása:

## Főbb látnivalói
- Castello del Principe
- Madonna del Carmine-kápolna
- San Francesco di Paola-kolostor
- Santa Maria della Neve-templom
- San Giuseppe-kápolna
- San Michele-kápolna